# Arrhenophanidae
Famille
Les Arrhenophanidae sont une famille de lépidoptères de la super-famille des Tineoidea.
Dans les classifications récentes, elle est cependant rétrogradée au rang de sous-famille de la famille des Psychidae.

## Liste des genres
D'après LepIndex, cette famille est constituée des cinq genres suivants :
- Arrhenophanes
- Cnissostages
- Dysoptus
- Notiophanes
- Palaeophanes